# علي نصرت الأسعد
علي نصرت شبيب الأسعد (1881 – 1940) سياسي لبناني، ونائب سابق في البرلمان، وهو سليل عائلة آل علي الصغير المعروفة حاليا بآل الأسعد.

## ولادته ونشأته
- ولد في مدينة صيدا في العام 1881 إبان فترة الحكم العثماني لبلاد الشام.
- في التاسعة من عمره نُفي والد (شبيب باشا الأسعد) إلى إسطنبول، فالتحق به في منفاه وتابع دراسته في المدرسة الرشيدية والمدرسة الإعدادية مدرسة العشائر في إسطنبول والمدرسة الملكية.[1]
- دخل مدرسة الحقوق السلطانية ونال شهادة في الحقوق عام 1907 ميلادي.

## الوظائف التي شغلها
- عمل في قلم التحريرات في وزارة الخارجية العثمانية، ثم انتقل للعمل في قلم الصدارة العظمى في الدولة العثمانية.
- عاد إلى بيروت بعد الحرب العالمية الأولى، فتمّ تعيينه مفتشا لعدلية حلب ودير الزور.
- في العام 1924 ميلادي تم تعيينه عضوا في محكمة الجزاء ثم مستشارا لمحكمة الإستئناف.

## في الشعر
كان أديبا وشاعرا موهوبا.

## في الوزارة
كان أول شيعي في لبنان أيام الانتداب الفرنسي يشغل منصب وزير ويدخل إلى الحكومة اللبنانية، ففي العام 1926 ميلادي، تم تعيينه وزيرا للزراعة في حكومة الرئيس أغست باشا أديب.

## في النيابة
تم تعيينه نائبا في البرلمان اللبناني المعيّن من قبل سلطة الإنتداب الفرنسي على لبنان وذلك في العام 1929 ميلادي.

## أسرته
- جده لوالده: علي بك الأسعد.
- والده: شبيب الأسعد.
- متأهل من السيدة اللبنانية (سنة التامر)، وله منها: سعود وحكمت، ونصار، ووائل وفاطمة.

## وفاته
توفي في 25 تشرين الثاني (نوفمبر) من العام 1940 ميلادي. 